# Stäpphök
Stäpphök (Circus macrourus) är en rovfågel som tillhör familjen hökar. 

## Utseende

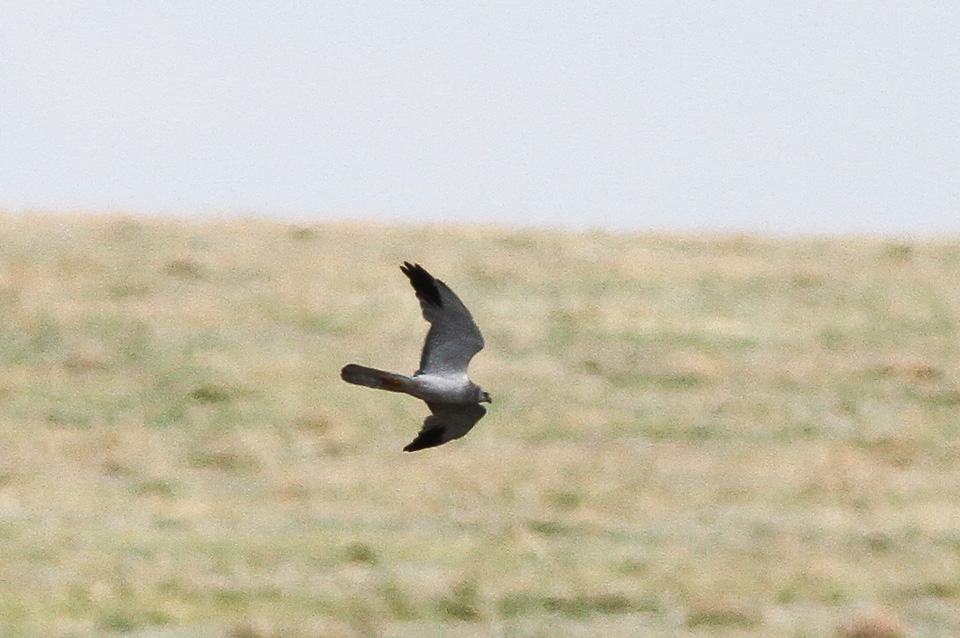
Adult hane. Notera den slanka kroppen och slanka vingarna med svart kilform på spetsarna.

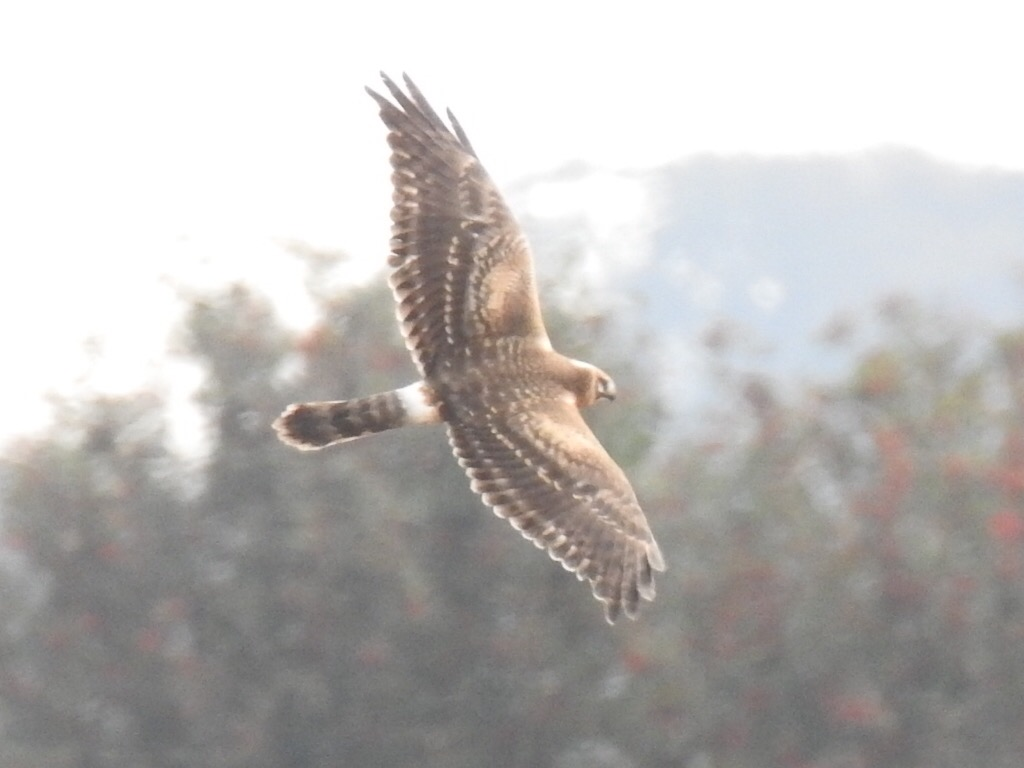
1k stäpphök, det vill säga under sitt första kalenderår. Notera de fyra handpennorna, smala vingen, mörka halsboan och långa stjärten.

Stäpphöken kan vara svår att skilja från blå kärrhök och ängshök. Den har, i likhet med ängshöken, längre och slankare vingar än blå kärrhök. Handen är också spetsigare hos stäpp- och ängshök, än hos blå kärrhök, och man ser främst fyra handpennor istället för fem som hos blå kärrhök. Flykten hos ängs- och stäpphök är fjädrande och lätt som hos en tärna. Den är mellan 40 och 50 cm lång och har ett vingspann på mellan 97 och 118 cm.
Den adulta hanen har en övervägande ljusgrå fjäderdräkt och uppfattas som mycket ljus i kontrast till de svarta handpennorna där den första handpennan är ljus vilket ger det svarta en kilformighet. Undersidan av stjärten är tvärbandad. 
Hanen i 2K höst-dräkt har inte färgat ut till den helljusa adulta fjäderdräkt utan har fortfarande ett gråbrunt huvud med ljus halskrage. Strupen och övre delen av bröstet är också gråbrunt med fint rödbruna streck. Även de undre ljusa fjädertäckarna är vattrade i rödbrunt och en del av armpennorna är fortfarande mörka. Den vita övergumpen hos 2K-hanar eller äldre är till skillnad från hos blå kärrhök alltid tvärbandad.
Honan är brun ovantill med vita övre stjärttäckar. Undersidan är smutsvit med bruna streck. Den urskiljs bäst från blå kärrhökshonan i sin kroppsbyggnad. Den är mycket lik ängshökhonan.

## Utbredning
Stäpphöken häckar i sydliga delar av östra Europa och centrala Asien. Den är flyttfågel och övervintrar mestadels i Indien och sydöstra Asien. Den är en sällsynt gäst i västra Europa. Stäpphöken har häckat flera gånger i Finland.

## Ekologi
Den häckar på öppna ängar, myrar och hedlandskap. På vintern lever den i öppna landskap. Stäpphöken bygger sitt bo på marken gömt i högt gräs och gärna nära vatten. Fyra till sex vitaktiga ägg läggs. Stäpphöken jagar små däggdjur, ödlor och fåglar och överraskar dem när den flyger lågt över hedar.

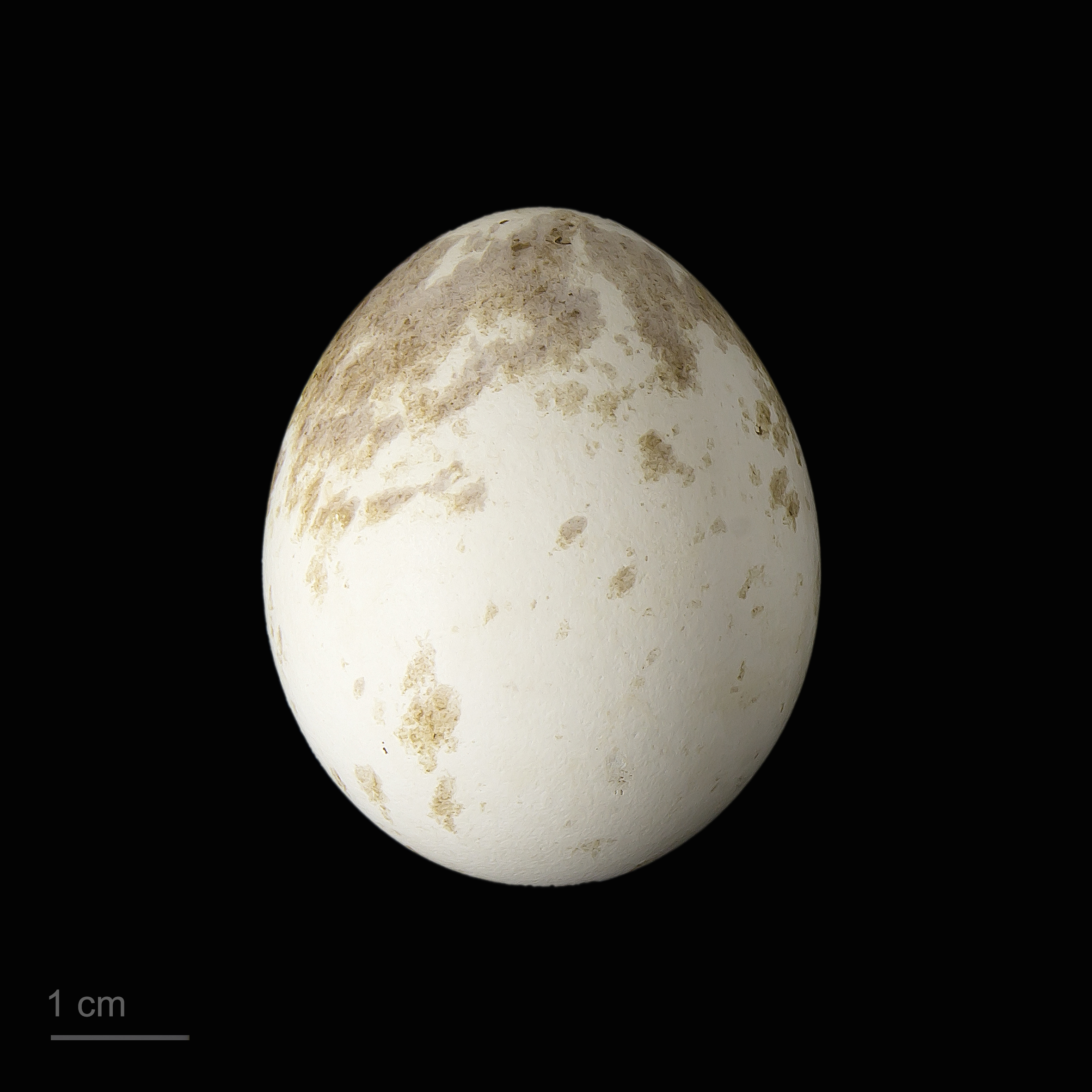
Circus macrourus

## Stäpphöken och människan

### Status och hot
Sedan 2004 kategoriserar internationella naturvårdsunionen IUCN arten som nära hotad (NT). Tidigare troddes den minska kraftigt i Europa, men sentida data gör att trenden är svår att bedöma. IUCN behåller den dock ännu i kategorin nära hotad innan tydliga data visar på motsatsen. Världspopulationen är relativt liten och uppskattades 2003 till endast 9 000–15 000 par, varav 300–1 100 tros häcka i Europa.

### Namn
Stäpphöken har även kallats blek kärrhök.